# Shellsburg (Iowa)
Shellsburg est une ville du comté de Benton, en Iowa, aux États-Unis. La ville est fondée en 1854. 

## Source de la traduction
- (en) Cet article est partiellement ou en totalité issu de l’article de Wikipédia en anglais intitulé « Shellsburg, Iowa » (voir la liste des auteurs).